# Ebing (Waldkraiburg)
Das Kirchdorf Ebing ist ein Gemeindeteil der Stadt Waldkraiburg im Landkreis Mühldorf am Inn mit ca. 200 Einwohnern.
Der Gemeindeteil liegt im bayrischen Alpenvorland zwischen Waldkraiburg und Mühldorf am Ufer einer Flussschleife des Inn. Von Ebing sind es rund sieben Kilometer bis zum Stadtzentrum Waldkraiburgs.
In Ebing sind sechs Objekte unter Denkmalschutz gestellt und in der Baudenkmalliste für Waldkraiburg veröffentlicht worden, darunter die katholische Filialkirche St. Martin aus dem 15. Jahrhundert mit Kirchturm.

## Besonderheiten
Im Jahr 1971 wurde in Ebing das Skelett eines Urelefanten aus dem Tertiär entdeckt. Das Skelett wurde in der Nähe des Inns zufällig gefunden und schließlich vollständig ausgegraben. Der wertvolle Fund ist vollständig erhalten und wird im Paläontologischen Museum München ausgestellt.